# Jarcewo (stacja kolejowa)
Jarcewo (ros. Ярцево) – stacja kolejowa w miejscowości Jarcewo, w rejonie jarcewskim, w obwodzie smoleńskim, w Rosji. Leży na linii Moskwa - Mińsk - Brześć.

## Historia
Stacja powstała w czasach carskich na drodze żelaznej moskiewsko-brzeskiej pomiędzy przystankiem Miłochowo i stacją Prisielskaja.